# Qarabağlar (Kəngərli)
Qarabağlar è un comune dell'Azerbaigian situato nel distretto di Kəngərli.